# Canthon columbianus
Canthon columbianus là một loài bọ cánh cứng trong họ Bọ hung (Scarabaeidae).